# Okres Rožňava
Der Okres Rožňava ist eine Verwaltungseinheit in der Ostslowakei mit 61.902 Einwohnern (2004, 2001 waren es 61.887, davon 38.967 (63,0 %) slowakisch, 18.954 (30,6 %) ungarisch) und einer Fläche von 1.173 km².
Historisch gesehen gehörte der größte Teil des Bezirkes zum ehemaligen Komitat Gemer und Kleinhont, ein kleiner Teil im Südosten mit den Gemeinden Silická Jablonica, Hrušov, Jablonov nad Turňou und Hrhov zum ehemaligen Komitat Abaúj-Torna (siehe auch Liste der historischen Komitate Ungarns).

## Bevölkerung
| Jahr                | 1994   | 2004    | 2014    | 2024    |
| ------------------- | ------ | ------- | ------- | ------- |
| Anzahl der Personen | 61.292 | 61.902  | 62.877  | 58.305  |
| Unterschied         |        | +0,99 % | +1,57 % | −7,27 % |

| Jahr                | 2023   | 2024    |
| ------------------- | ------ | ------- |
| Anzahl der Personen | 58.422 | 58.305  |
| Unterschied         |        | −0,20 % |

## Städte
- Dobšiná (Dobschau)
- Rožňava (Rosenau)

## Gemeinden
| - Ardovo - Betliar (Betler) - Bohúňovo - Bôrka - Brdárka (Bredersdorf) - Bretka - Brzotín (Berseten) - Čierna Lehota - Čoltovo - Čučma - Dedinky (Dörfel) - Dlhá Ves - Drnava (Dernau) - Gemerská Hôrka - Gemerská Panica - Gemerská Poloma (Poloma) - Gočaltovo - Gočovo (Goldshof) - Hanková (Hankendorf) - Henckovce (Henzendorf) | - Honce (Gentsch) - Hrhov - Hrušov - Jablonov nad Turňou - Jovice - Kečovo - Kobeliarovo (Schwarzseifen) - Koceľovce (Getzelsdorf) - Kováčová - Krásnohorská Dlhá Lúka (Lange-Wiese) - Krásnohorské Podhradie - Kružná - Kunova Teplica (Teplitz) - Lipovník - Lúčka - Markuška - Meliata - Nižná Slaná (Niedersalz) - Ochtiná (Achten) - Pača | - Pašková - Petrovo (Petermannsdorf) - Plešivec (Pleissnitz) - Rakovnica (Reiken) - Rejdová (Neuhaus) - Rochovce (Rachensdorf) - Roštár (Rester) - Rozložná - Rožňavské Bystré (Bistra) - Rudná (Rudnau) - Silica - Silická Brezová - Silická Jablonica - Slavec (Salotz) - Slavoška (Kleinslawsdorf) - Slavošovce (Großslawsdorf) - Stratená (Verlorenseifen) - Štítnik (Schittnich) - Vlachovo (Lampertsdorf) - Vyšná Slaná (Obersalz) |

Das Bezirksamt ist in Rožňava, Zweigstellen existieren in Dobšiná und Plešivec.

## Kultur
In dem Artikel Denkmalgeschützte Objekte im Okres Rožňava findet man Informationen über die vom slowakischen Denkmalamt geschützten Objekte im Okres.